# Sistema emergente
Sistemas emergentes son sistemas complejos de adaptación que despliegan comportamientos emergentes. Se caracterizan por resolver problemas, al menos en apariencia, espontáneamente; es decir, sin recurrir a una inteligencia de tipo centralizado o jerarquizado (descendente), sino de forma ascendente, desde la base, a partir de masas de elementos relativamente no inteligentes. El comportamiento separado, individual, de cada uno de los agentes, al aumentar la escala comienza a producir un comportamiento colectivo propio de un nivel de organización superior, a pesar de la aparente carencia de organización en forma de leyes o instrucciones provenientes de una autoridad superior.
Ejemplos de estos sistemas de autoorganización, sorprendentemente parecidos entre sí, se están analizando en las ciencias naturales y sociales desde finales del siglo XX: las colonias del moho del fango (Dictyostelium discoideum) estudiadas por Evelyn Fox Keller y Lee Segel (biomatemáticos inspirados en Alan Turing), los barrios urbanos estudiados por Jane Jacobs o las redes del cerebro humano estudiadas por Marvin Minsky. El software y las redes sociales de reciente creación se desarrollaron siguiendo los mismos patrones. Todos ellos son citados por Steven Johnson en el libro que popularizó el concepto desde 2001 (Sistemas emergentes. O qué tienen en común hormigas, neuronas, ciudades y software).